# Lumpen en splitten
Lumpen en splitten (op een hoop te gooien en splitsen) zijn tegengestelde tendensen binnen een discipline om op basis van kleine verschillen wel of niet te categoriseren. Daarbij heeft een splitter een grotere voorkeur voor een nieuwe classificatie met een precieze definitie, terwijl een lumper deze eerder bij elkaar veegt. Een lumper let meer op overeenkomsten, terwijl een splitter de nadruk legt op verschillen.
Een vroeg voorbeeld zou van Charles Darwin zijn die in 1857 aan Joseph Dalton Hooker schreef: Those who make many species are the 'splitters', and those who make few are the 'lumpers'. Het fenomeen komt echter niet alleen voor in de biologie, maar onder meer ook in de taalwetenschap, de geschiedschrijving, de medische wetenschap en de psychologie.